# پرلیس
ایالت پرلیس (نام کامل: پرلیس ایندرا کایانگان) کوچک‌ترین ایالت مالزی است.

## جغرافیا
این ایالت در قسمت شمالی ساحل غربی مالزی غربی قرار دارد و از شمال با کشور تایلند هم‌مرز است.
پایتخت ایالت پرلیس کانگار نام دارد و پایتخت سلطنتی آن آرائو است.
شهر پادانگ بسار نیز از آن جهت که بر مرز مالزی و تایلند قرار دارد از اهمیت خاصی برخوردار است.
روستای کوچک کوآلا پرلیس مهم‌ترین بندر این شهر و از مهم‌ترین بنادر مالزی است.

## جمعیت
در سال ۲۰۰۰ جمعیت پرلیس را حدود ۱۹۸۳۳۵ نفر قدمت می‌زدند.
طبق آمار آن سال ۷۸ درصد مالایی(حدود ۱۶۰۰۰۰ نفر) ، ۱۷ درصد چینی(حدود ۲۴۰۰۰ نفر)، و بقیه از سایر نژادها (عمدتاً هندی) بودند.

## گردشگری
از مهم‌ترین جاذبه‌های ایالت پرلیس، مزرعهٔ مار، گوآ کلام و پارک دولتی کوچک اما زیبای تامان نگارا پرلیس هستند.